# Escudo da Índia Portuguesa

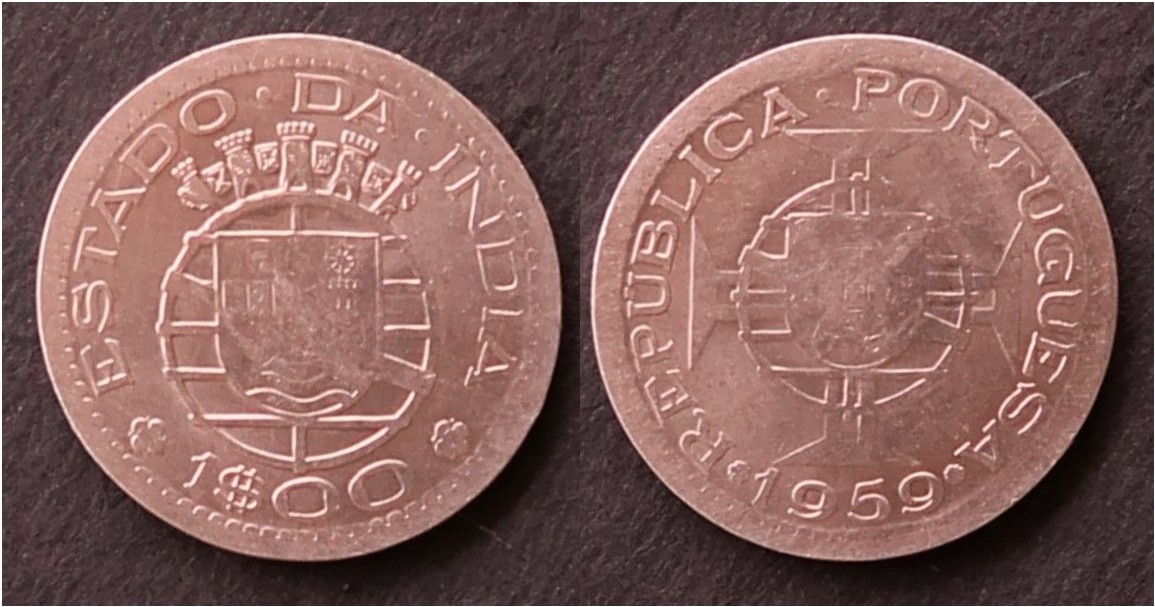
Moeda de 1 Escudo

O escudo foi a moeda da Índia Portuguesa entre 1958 e 1961. Era divisível em 100 centavos, e substituiu a rupia da Índia Portuguesa à taxa de 1 rupia = 6 escudos. Depois de o Estado Português da Índia ter sido anexado à República da Índia em 1961, esta moeda foi substituída pela rupia indiana.